# Центральноякутська низовина
65° пн. ш. 125° сх. д. / 65° пн. ш. 125° сх. д.
Центральнояку́тська низовина́, Центральноякутська рівнина, Вілюйська низовина (рос. Центральноякутская равнина; якут. Саха сирин ортоку намтала) — рівнина, розташована у середній і частково нижній течії Лени, а також у нижній течії Вілюя і Алдана, в Якутії.

## Географія
Центральноякутська низовина простягається вздовж середнього басейну річки Лена, має приблизно 900 км завдовжки та 350 км завширшки Поступово переходить у Середньосибірське плоскогір'я на заході, у Приленське плато на півдні та південному заході. На північному заході низовина зливається з Північносибірською низовиною, а на півночі вона обмежена вододілом, що обмежує сточища річок Лена та Оленьок, а на північному сході та сході Центральноякутська низовина досягає передгір'їв Верхоянського хребта, найзахіднішої частини Східносибірського нагір'я.
Низовина охоплює крім Лени, також нижню течію приток Лени Вілюй, Амгу та Алдан. Річки низовини зазнають весняні паводки у період відлиги та періодичні дощові паводки влітку. Взимку невеликі річки промерзають до дна.
Вічна мерзлота розповсюджена по всьому регіону. Поширені болота та термокарстові озера (аласи), а також невеликі пагорби або сопки «(булгуннях)». На північному заході розповсюджені піщані дюни (тукулани) — рельєфні форми, сформовані еоловими процесами вздовж долини річки Лени. Є також райони з високою засоленістю грунту.
Висота у межах низовинної терасної рівнини від 60 до 200 м, піднесена частина рівнини — до 300—400 м.

## Геологія
Геологічно низовина приблизно відповідає східній, найнижчій частині Вілюйської синеклізи. Заповнена мезозойськими відкладами та четвертинними пісками та суглинками, як алювіального, так і еолового походження.

## Клімат
Клімат суворий, різко континентальний.
Середня температура січня —45 °С; середня температура липня 17 °C. Опадів випадає до 300 мм на рік (до 70—80 % в теплий період).
Для річок характерні весняні повені і літні дощові паводки; невеликі річки промерзають взимку до дна.
Розвинені тайгові палеві і луково-чорноземні ґрунти, а на низьких річкових терасах — широке поширення плям солончаків і стовбуватих солонців.